# Jhon Lucumí
Jhon Janer Lucumí Bonilla (ur. 26 czerwca 1998 w Cali) – kolumbijski piłkarz, występujący na pozycji środkowego obrońcy we włoskim klubie Bologna oraz w reprezentacji Kolumbii. Srebrny medalista Copa América 2024. Brązowy medalista Copa América 2021. Uczestnik Copa América 2019.

## Kariera klubowa

### Deportivo Cali
W 2008 roku dołączył do akademii zespołu Deportivo Cali. W 2015 roku został przesunięty do pierwszej drużyny. Zadebiutował 26 września 2015 w meczu Categoría Primera A przeciwko Deportivo Tuluá (1:2). W sezonie 2015–I jego zespół zajął pierwsze miejsce w tabeli zdobywając mistrzostwo Kolumbii. 8 kwietnia 2016 zadebiutował w Copa Libertadores w meczu przeciwko Racing Club de Avellaneda (4:2).

### KRC Genk
18 lipca 2018 podpisał czteroletni kontrakt z klubem KRC Genk. Zadebiutował 26 lipca 2018 w meczu kwalifikacji do Ligi Europy przeciwko Foli Esch (5:0). W Eerste klasse A zadebiutował 12 sierpnia 2018 w meczu przeciwko KV Oostende (0:2). 4 października 2018 zadebiutował w fazie grupowej Ligi Europy w meczu przeciwko Sarpsborg 08 FF (3:1). W sezonie 2018/19 jego zespół zajął pierwsze miejsce w tabeli zdobywając mistrzostwo Belgii. Pierwszą bramkę zdobył 17 września 2019 w meczu fazy grupowej Ligi Mistrzów przeciwko Red Bull Salzburg (6:2). Pierwszą bramkę w lidze zdobył 14 grudnia 2019 w meczu przeciwko Waasland-Beveren (4:1). 25 kwietnia 2021 wystąpił w finale Pucharu Belgii przeciwko Standard Liège (1:2), który jego drużyna wygrała i zdobyła trofeum. W sezonie 2020/21 jego zespół zajął drugie miejsce w tabeli zdobywając wicemistrzostwo Belgii.

## Kariera reprezentacyjna

### Kolumbia U-17
W 2015 roku otrzymał powołanie do reprezentacji Kolumbii U-17. Zadebiutował 5 marca 2015 w meczu Mistrzostw Ameryki Południowej U-17 2015 przeciwko reprezentacji Brazylii U-17 (3:2).

### Kolumbia
W 2019 roku otrzymał powołanie do reprezentacji Kolumbii. 30 maja 2019 otrzymał powołanie na Copa América 2019. Zadebiutował 3 czerwca 2019 w meczu towarzyskim przeciwko reprezentacji Panamy (3:0). 10 czerwca 2021 otrzymał powołanie na Copa América 2021.

## Statystyki

### Klubowe
(aktualne na dzień 14 czerwca 2021)
| Klub               | Sezon              | Liga                | Liga  | Liga   | Puchar kraju | Puchar kraju | Puchary kontynentalne | Puchary kontynentalne | Inne  | Inne   | Suma  | Suma   |
| Klub               | Sezon              | Liga                | Mecze | Bramki | Mecze        | Bramki       | Mecze                 | Bramki                | Mecze | Bramki | Mecze | Bramki |
| ------------------ | ------------------ | ------------------- | ----- | ------ | ------------ | ------------ | --------------------- | --------------------- | ----- | ------ | ----- | ------ |
| Deportivo Cali     | 2015               | Categoría Primera A | 9     | 0      | 0            | 0            | –                     | –                     | –     | –      | 9     | 0      |
| Deportivo Cali     | 2016               | Categoría Primera A | 4     | 0      | 0            | 0            | 1                     | 0                     | 1     | 0      | 6     | 0      |
| Deportivo Cali     | 2017               | Categoría Primera A | 11    | 0      | 7            | 0            | 1                     | 0                     | –     | –      | 19    | 0      |
| Deportivo Cali     | 2018               | Categoría Primera A | 18    | 0      | 0            | 0            | 2                     | 0                     | –     | –      | 20    | 0      |
| Deportivo Cali     | Ogólnie            | Ogólnie             | 42    | 0      | 7            | 0            | 4                     | 0                     | 1     | 0      | 54    | 0      |
| KRC Genk           | 2018/19            | Eerste klasse A     | 17    | 0      | 2            | 0            | 8                     | 0                     | –     | –      | 27    | 0      |
| KRC Genk           | 2019/20            | Eerste klasse A     | 22    | 1      | 1            | 0            | 6                     | 1                     | –     | –      | 29    | 2      |
| KRC Genk           | 2020/21            | Eerste klasse A     | 38    | 0      | 3            | 0            | –                     | –                     | –     | –      | 41    | 0      |
| KRC Genk           | Ogólnie            | Ogólnie             | 77    | 1      | 6            | 0            | 14                    | 1                     | 0     | 0      | 97    | 2      |
| Ogólnie w karierze | Ogólnie w karierze | Ogólnie w karierze  | 119   | 1      | 13           | 0            | 18                    | 1                     | 1     | 0      | 151   | 2      |

### Reprezentacyjne
(aktualne na dzień 14 czerwca 2021)
| Reprezentacja | Rok     | Mecze | Bramki |
| ------------- | ------- | ----- | ------ |
| Kolumbia U-17 |         |       |        |
| 2015          | 8       | 0     |        |
| Ogólnie       | Ogólnie | 8     | 0      |
| Kolumbia      |         |       |        |
| 2019          | 4       | 0     |        |
| Ogólnie       | Ogólnie | 4     | 0      |

| Mecze i gole w reprezentacji | Mecze i gole w reprezentacji | Mecze i gole w reprezentacji | Mecze i gole w reprezentacji | Mecze i gole w reprezentacji | Mecze i gole w reprezentacji | Mecze i gole w reprezentacji | Mecze i gole w reprezentacji              |
| Kolumbia U-17                | Kolumbia U-17                | Kolumbia U-17                | Kolumbia U-17                | Kolumbia U-17                | Kolumbia U-17                | Kolumbia U-17                | Kolumbia U-17                             |
| Lp.                          | Data                         | Miejsce                      | Gospodarz                    | Gość                         | Wynik                        | Gol                          | Rozgrywki                                 |
| ---------------------------- | ---------------------------- | ---------------------------- | ---------------------------- | ---------------------------- | ---------------------------- | ---------------------------- | ----------------------------------------- |
| 1.                           | 05.03.2015                   | Asunción                     | Brazylia U-17                | Kolumbia U-17                | 3:2                          |                              | Mistrzostwa Ameryki Południowej U-17 2015 |
| 2.                           | 09.03.2015                   | Capiatá                      | Kolumbia U-17                | Peru U-17                    | 4:2                          |                              | Mistrzostwa Ameryki Południowej U-17 2015 |
| 3.                           | 11.03.2015                   | Asunción                     | Wenezuela U-17               | Kolumbia U-17                | 1:1                          |                              | Mistrzostwa Ameryki Południowej U-17 2015 |
| 4.                           | 13.03.2015                   | Luque                        | Paragwaj U-17                | Kolumbia U-17                | 1:1                          |                              | Mistrzostwa Ameryki Południowej U-17 2015 |
| 5.                           | 17.03.2015                   | Luque                        | Paragwaj U-17                | Kolumbia U-17                | 4:0                          |                              | Mistrzostwa Ameryki Południowej U-17 2015 |
| 6.                           | 23.03.2015                   | Capiatá                      | Kolumbia U-17                | Argentyna U-17               | 1:1                          |                              | Mistrzostwa Ameryki Południowej U-17 2015 |
| 7.                           | 26.03.2015                   | Asunción                     | Kolumbia U-17                | Ekwador U-17                 | 1:2                          |                              | Mistrzostwa Ameryki Południowej U-17 2015 |
| 8.                           | 29.03.2015                   | Luque                        | Brazylia U-17                | Kolumbia U-17                | 0:1                          |                              | Mistrzostwa Ameryki Południowej U-17 2015 |
| Kolumbia                     |                              |                              |                              |                              |                              |                              |                                           |
| Lp.                          | Data                         | Miejsce                      | Gospodarz                    | Gość                         | Wynik                        | Gol                          | Rozgrywki                                 |
| 1.                           | 03.06.2019                   | Bogota                       | Kolumbia                     | Panama                       | 3:0                          |                              | Mecz towarzyski                           |
| 2.                           | 23.06.2019                   | Salvador                     | Kolumbia                     | Paragwaj                     | 1:0                          |                              | Copa América 2019                         |
| 3.                           | 10.09.2019                   | Tampa                        | Kolumbia                     | Wenezuela                    | 0:0                          |                              | Mecz towarzyski                           |
| 4.                           | 19.11.2019                   | Harrison                     | Ekwador                      | Kolumbia                     | 0:1                          |                              | Mecz towarzyski                           |

## Sukcesy

### Deportivo Cali
- Mistrzostwo Kolumbii (1×): 2015–I

### KRC Genk
- Mistrzostwo Belgii (1×): 2018/2019
- Wicemistrzostwo Belgii (1×): 2020/2021
- Puchar Belgii (1×): 2020/2021